# Vicariat apostolique de Puerto Gaitán
Le vicariat apostolique de Puerto Gaitán (en latin : Vicariatus Apostolicus Portus Gaitani ; en espagnol : Vicariato apostólico de Puerto Gaitán) est un vicariat apostolique de l'Église catholique en Colombie directement soumis au Saint-Siège.

## Territoire

Il comprend les municipalités de Puerto Gaitán du département de Meta et une partie de la municipalité de Cumaribo du département de Vichada ce qui correspond à un territoire d'une superficie de 50 400 km2 divisé en 13 paroisses.
Le siège épiscopal est dans la ville de Puerto Gaitán où se trouve la cathédrale Marie-Mère-de-l'Église.

## Historique
Le vicariat apostolique est érigé le 22 décembre 1999 par la constitution apostolique Manifestavit Dominus du pape Jean-Paul II en prenant une partie du territoire du diocèse de Villavicencio (aujourd'hui archidiocèse de Villavicencio) et de la préfecture apostolique de Vichadaqui est supprimée. La mission d'évangélisation est confiée aux montfortains.

## Évêques
- José Alberto Rozo Gutiérrez, S.M.M (22 décembre 1999 - 2 mars 2012)
  - Sede vacante (2012-2014)
- Luis Horacio Gómez González (10 juillet 2014 - 8 avril 2016)
- Raúl Alfonso Carrillo Martínez, depuis le 8 avril 2016